# Неперервна функція
Непере́рвна фу́нкція — в математичному аналізі це функція, у якій малим змінам аргумента відповідають малі зміни значення функції. Це означає, що графік неперервної функції не має стрибків, тобто може бути накреслений «не відриваючи олівець від паперу».
Усі елементарні функції — неперервні на своїй області визначення.
Неперервні функції трапляються набагато частіше, ніж диференційовні, множина всіх неперервних функцій замкнена відносно арифметичних операцій (за винятком ділення) і композиції та утворює чи не найважливіший клас функцій в аналізі.

## Означення

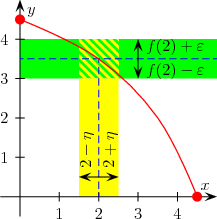
Приклад неперервної функції

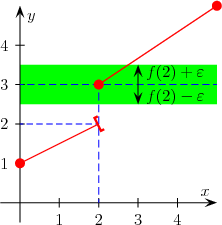
Приклад розривної функції в точці. Функція не є неперервною зліва точки
проте є неперервною справа:
.

Функція {\displaystyle f(x)} дійсної змінної, яка означена в області {\displaystyle D\subseteq \mathbb {R} }, неперервна в точці {\displaystyle x_{0}\in D} якщо для довільного {\displaystyle \epsilon >0} знайдеться таке {\displaystyle \delta >0} (яке залежить від {\displaystyle \epsilon }), що з {\displaystyle x\in D,|x-x_{0}|<\delta } випливає {\displaystyle |f(x)-f(x_{0})|<\epsilon .}
Функція {\displaystyle f(x)} неперервна в області {\displaystyle S\subseteq \mathbb {R} }, якщо {\displaystyle f(x)} неперервна в кожній точці цієї області.
Нехай {\displaystyle A\subset \mathbb {R} ,\quad f:A\to \mathbb {R} ,\quad x_{0}} — гранична точка множини A.

### Означення неперервності в точці x0
Функція f називається неперервною в точці {\displaystyle x_{0}} якщо:
1. функція f(x) визначена в точці x0.
2. існує границя {\displaystyle \lim _{x\to x_{0}}{f(x)}}
3. {\displaystyle \lim _{x\to x_{0}}{f(x)}=f(x_{0})}.

### Означення неперервності в точці x0за Коші
Функція f називається неперервною в точці {\displaystyle x_{0}} якщо:
{\displaystyle \forall (\epsilon >0)\exists (\delta >0)\forall x:\left|x-x_{0}\right|<\delta \implies \left|f(x)-f(x_{0})\right|<\epsilon }

### Означення неперервності в точці x0за Гайне
Функція f називається неперервною в точці {\displaystyle x_{0}} якщо:
{\displaystyle \forall \{x_{n}\}:\lim _{n\to \infty }{x_{n}}=x_{0}\implies \lim _{n\to \infty }{f(x_{n})}=f(x_{0})}.

## Точки розриву
Якщо умова, що входить у визначення неперервності функції, в деякій точці порушується, то кажуть, що розглянута функція має в даній точці розрив. Інакше кажучи, якщо{\displaystyle A} —  значення функції {\displaystyle f}в точці {\displaystyle a}, то межа такої функції (якщо він існує) не збігається з {\displaystyle A}. Мовою околів умова розривності функції  {\displaystyle f} в точці {\displaystyle a} є запереченням умови неперервності розглянутої функції в даній точці, а саме: існує такий окіл точки {\displaystyle A} в області значень функції {\displaystyle f}, що як би ми близько не підходили до точки {\displaystyle a} в області визначення функції {\displaystyle f}завжди знайдуться такі точки, образи яких будуть за межами околу точки {\displaystyle A}.

### Класифікація точок розриву в R¹
Класифікація розривів функцій {\displaystyle f:X\to Y}залежить від того, як влаштовані множини X та Y. Далі наведено класифікацію для найпростішого випадку функції {\displaystyle f:\mathbb {R} \to \mathbb {R} }. Подібним чином класифікують і особливі точки  (точки, де функція не визначена).
Якщо функція має розрив в даній точці (тобто границя функції в даній точці відсутня або не збігається зі значенням функції в даній точці), то для числових функцій виникає два можливих варіанти, пов'язаних з існуванням у числових функцій односторонніх границь:
- якщо обидві односторонні границі існують і скінченні, то таку точку називають точкою розриву першого роду. До точок розриву першого роду відносять усувні розриви і стрибки.
- якщо хоча б одна з односторонніх границь не існує або не є скінченою величиною, то таку точку називають точкою розриву другого роду. До точок розриву другого роду відносять полюси і точки суттєвого розриву.

#### Усувна точка розриву
Якщо границя функції існує і скінченна, але функція не визначена в цій точці, або границя не збігається зі значенням функції в даній точці: {\displaystyle \lim \limits _{x\to a}f(x)\neq f(a)},
то точка {\displaystyle a} називається точкою усувного розриву функції {\displaystyle f} (в комплексному аналізі — усувна особлива точка).
Якщо «виправити» функцію {\displaystyle f} у точці усувного розриву і покласти {\displaystyle f(a)=\lim \limits _{x\to a}f(x)}, то вийде функція, неперервна в даній точці. Така операція над функцією називається довизначенням функції до неперервної або довизначенням функції за неперервністю, що і обґрунтовує назву точки, як точки усувного розриву.

#### Точка розриву «стрибок»
Розрив «стрибок» виникає, якщо
{\displaystyle \lim \limits _{x\to a-0}f(x)\neq \lim \limits _{x\to a+0}f(x)}.

#### Точка розриву «полюс»
Розрив «полюс» виникає, якщо одна з односторонніх границь нескінченна.
{\displaystyle \lim \limits _{x\to a-0}f(x)=\pm \infty } або {\displaystyle \lim \limits _{x\to a+0}f(x)=\pm \infty }.

#### Точка суттєвого розриву
У точці суттєвого розриву одна з односторонніх границь взагалі відсутня.

### Класифікація ізольованих особливих точок в Rn, n>1
Для функцій {\displaystyle f:\mathbb {R} ^{n}\to \mathbb {R} ^{n}} та {\displaystyle f:\mathbb {C} \to \mathbb {C} } немає потреби працювати з точками розриву, але нерідко доводиться працювати з особливими точками (точками, де функція не визначена). Класифікація подібна.
- Якщо {\displaystyle \exists \lim \limits _{x\to a}f(x)}, то це усувна особлива точка (аналогічно функції дійсного аргументу).
- Полюс визначається як {\displaystyle \lim \limits _{x\to a}f(x)=\infty }. В багатовимірних просторах, якщо модуль числа росте, вважається, що {\displaystyle f(x)\to \infty }, яким шляхом б він не ріс.
- Якщо границя взагалі не існує, це суттєва особлива точка.

Поняття «стрибок» відсутнє. Те, що в {\displaystyle \mathbb {R} } вважається стрибком, в просторах більших розмірностей — суттєва особлива точка.

## Властивості

### Локальні
- Функція, неперервна в точці {\displaystyle a\,}, є обмеженою в деякому околі цієї точки.
- Якщо функція {\displaystyle f\,} неперервна в точці {\displaystyle a\,} і {\displaystyle f(a)>0\,} (або {\displaystyle \,f(a)<0}), то {\displaystyle f(x)>0\,} (або {\displaystyle \,f(x)<0}) для всіх{\displaystyle \,x}, досить близьких до {\displaystyle \,a}.
- Якщо функції {\displaystyle f\,} та {\displaystyle g\,} неперервні в точці {\displaystyle \,a},то функції {\displaystyle f+g\,} та {\displaystyle f\cdot g\,} теж неперервні в точці {\displaystyle \,a}.
- Якщо функції {\displaystyle f\,} та {\displaystyle g\,} неперервні в точці {\displaystyle a\,} і при цьому {\displaystyle \,g(a)\neq 0}, то функція {\displaystyle f/g\,} теж неперервна в точці {\displaystyle \,a}.
- Якщо функція {\displaystyle f\,} неперервна в точці {\displaystyle a\,} та функція {\displaystyle g\,} неперервна в точці {\displaystyle \,b=f(a)}, то їх композиція {\displaystyle \,h=g\circ f} неперервна в точці {\displaystyle \,a}.

### Глобальні
- Функція, неперервна на відрізку (або будь-якій іншій компактній множині), рівномірно неперервна на ньому.
- Функція, неперервна на відрізку (або будь-якій іншій компактній множині), обмежена і досягає на ній своє максимальне і мінімальне значення.Докладніше: Перша теорема Вейєрштрасса та Друга теорема Вейєрштрасса
- Областю значень функції {\displaystyle f\,}, неперервної на відрізку {\displaystyle \,[a,b]}, є відрізок {\displaystyle \,[\min f,\ \max f],} де мінімум і максимум беруться по відрізку {\displaystyle \,[a,b]}.
- Якщо функція {\displaystyle f\,} неперервна на відрізку {\displaystyle \,[a,b]} та {\displaystyle \,f(a)\cdot f(b)<0,} то існує точка {\displaystyle \xi \in (a,b),} в якій {\displaystyle \,f(\xi )=0}.
- Якщо функція {\displaystyle f\,} неперервна на відрізку {\displaystyle \,[a,b]} і число {\displaystyle \varphi \,} задовольняє нерівності {\displaystyle \,f(a)<\varphi <f(b)} або нерівності {\displaystyle \,f(a)>\varphi >f(b),} то існує точка {\displaystyle \xi \in (a,b),} у котрій {\displaystyle \,f(\xi )=\varphi }.
- Неперервне відображення відрізка в дійсну пряму ін'єктивне в тому і тільки в тому випадку, коли дана функція на відрізку строго монотонна.
- Монотонна функція на відрізку {\displaystyle \,[a,b]} неперервна в тому і тільки в тому випадку, коли область її значень є відрізком з кінцями {\displaystyle \,f(a)} та {\displaystyle \,f(b)}.
- Якщо функції {\displaystyle f\,} и {\displaystyle g\,} неперервні на відрізку {\displaystyle \,[a,b]} , причому {\displaystyle \,f(a)<g(a)} та {\displaystyle \,f(b)>g(b),} то існує точка {\displaystyle \xi \in (a,b),} в якій {\displaystyle \,f(\xi )=g(\xi ).} Звідси, зокрема, випливає, що будь-яке неперервне відображення відрізка в себе має хоча б одну нерухому точку.

### Топологічні
Вивчення топологічних властивостей неперервних функцій відбувається шляхом їх розшарування на гомотопічні класи, де кожний клас складається з функцій, які можуть неперервно деформуватися одна в одну. Нехай {\displaystyle X} та {\displaystyle Y} — топологічні простори, а {\displaystyle f_{0}(x)} та {\displaystyle f_{1}(x)} — неперервні функції, які відображають {\displaystyle X} в {\displaystyle Y}. Відзначимо одиничний інтервал {\displaystyle I} на дійсній прямій {\displaystyle 0\leqslant t\leqslant 1.} Тоді функції {\displaystyle f_{0}(x)} та {\displaystyle f_{1}(x)} є гомотопними, якщо існує неперервна функція {\displaystyle F(x,t)}, яка відображає {\displaystyle X\times I} у {\displaystyle Y}, для якої {\displaystyle F(x,0)=f_{0}(x),} а {\displaystyle F(x,1)=f_{1}(x).} Неперервна функція {\displaystyle F(x,t)}, яка описує неперервну деформацію функції {\displaystyle f_{0}(x)} у {\displaystyle f_{1}(x)}, називається гомотопією. Кожний гомотопічний клас характеризується степенем відображення {\displaystyle n,} яку називають топологічним індексом. Усі функції, які відображають {\displaystyle X} у {\displaystyle Y}, можна розбити на гомотопічні класи, такі, що дві функції належать одному класові, якщо вони є гомотопними.

## Приклади

### Елементарні функції
Довільні многочлени, раціональні функції, показові функції, логарифми, тригонометричні функції (прямі і зворотні) неперервні скрізь у своїй області визначення.

### Функція з усувним розривом
Функція {\displaystyle f\colon \mathbb {R} \to \mathbb {R} ,} задається формулою
{\displaystyle f(x)={\begin{cases}{\frac {\sin x}{x}},&x\neq 0\\0,&x=0\end{cases}}}
неперервна в будь-якій точці {\displaystyle x\neq 0.} Точка {\displaystyle x=0} є точкою усувного розриву, бо границя функції
{\displaystyle \lim \limits _{x\to 0}f(x)=\lim \limits _{x\to 0}{\frac {\sin x}{x}}=1\neq f(0).}

### Функція знака
функція
{\displaystyle f(x)=\operatorname {sgn} x={\begin{cases}-1,&x<0\\0,&x=0\\1,&x>0\end{cases}},\quad x\in \mathbb {R} }
називається функцією знака.
Ця функція неперервна в кожній точці {\displaystyle x\neq 0}.
Точка {\displaystyle x=0} є точкою розриву першого роду, причому
{\displaystyle \lim \limits _{x\to 0-}f(x)=-1\neq 1=\lim \limits _{x\to 0+}f(x)}, в той час як в самій точці функція обертається в нуль.

### Ступінчаста функція
Ступінчаста функція, яка визначається як
{\displaystyle f(x)={\begin{cases}1,&x\geqslant 0\\0,&x<0\end{cases}},\quad x\in \mathbb {R} }
є всюди неперервна, крім точки {\displaystyle x=0}, де функція терпить розрив першого роду. Проте, в точці {\displaystyle x=0} існує правобічна границя, яка збігається зі значенням функції в даній точці. Таким чином, дана функція є прикладом неперервної справа функції на всій області визначення.
Аналогічно, ступінчаста функція, яка визначається як
{\displaystyle f(x)={\begin{cases}1,&x>0\\0,&x\leqslant 0\end{cases}},\quad x\in \mathbb {R} }
є прикладом неперервної зліва функції на всій області визначення.

### Функція Діріхле
функція
{\displaystyle f(x)={\begin{cases}1,&x\in \mathbb {Q} \\0,&x\in \mathbb {R} \setminus \mathbb {Q} \end{cases}}}
називається функцією Діріхле. По суті, функція Діріхле — це характеристична функція множини раціональних чисел. Ця функція є всюди розривною функцією, оскільки на кожному інтервалі існують як раціональні, так і ірраціональні числа.

### Функція Рімана
функція
{\displaystyle f(x)={\begin{cases}{\frac {1}{n}},&x={\frac {m}{n}}\in \mathbb {Q} ,\ (m,n)=1\\0,&x\in \mathbb {R} \setminus \mathbb {Q} \end{cases}}}
називається функцією Рімана або функцією Тома.
Ця функція є неперервною всюди у множині ірраціональних чисел ({\displaystyle \mathbb {R} \setminus \mathbb {Q} }), оскільки границя функції в кожній точці дорівнює нулю.

## Варіації і узагальнення

### Рівномірна неперервність
Функція {\displaystyle f} називається рівномірно неперервної на {\displaystyle E}, якщо для будь-якого {\displaystyle \varepsilon >0} існує {\displaystyle \delta >0} таке, що для будь-яких двох точок {\displaystyle x_{1}} і {\displaystyle x_{2}} яких, що {\displaystyle |x_{1}-x_{2}|<\delta }, виконується {\displaystyle |f(x_{1})-f(x_{2})|<\varepsilon }.
Кожна рівномірно неперервна на множині {\displaystyle E} функція, очевидно, є також і неперервною на ньому. Зворотне, взагалі кажучи, невірно. Однак, якщо область визначення — компакт, то неперервна функція виявляється також і рівномірно неперервною на даному відрізку.

### Напівнеперервність
Існує дві симетричні одна до одної властивості — напівнеперервна знизу і напівнеперервна зверху :
- функція {\displaystyle f} напівнеперервна знизу в точці {\displaystyle a}, якщо для будь-якого {\displaystyle \varepsilon >0} існує така околиця {\displaystyle U_{E}(a)}, що {\displaystyle f(x)>f(a)-\varepsilon } для будь-якого {\displaystyle x\in U_{E}(a)};
- функція {\displaystyle f} називається напівнеперервна зверху в точці {\displaystyle a}, якщо для будь-якого {\displaystyle \varepsilon >0} існує такий окіл точки {\displaystyle U_{E}(a)}, що {\displaystyle f(x)<f(a)+\varepsilon } для будь-якого {\displaystyle x\in U_{E}(a)}.

Між неперервністю і напівнеперервністю є такий зв'язок:
- якщо взяти функцію {\displaystyle f}, неперервну в точці {\displaystyle a}, і зменшити значення {\displaystyle f(a)} (на кінцеву величину), то ми отримаємо функцію, напівнеперервну знизу в точці {\displaystyle a};
- якщо взяти функцію {\displaystyle f}, неперервну в точці {\displaystyle a}, і збільшити значення {\displaystyle f(a)} на кінцеву величину), то ми отримаємо функцію, напівнеперервну зверху в точці {\displaystyle a}.

Відповідно до цього можна допустити для напівнеперервних функцій нескінченні значення:
- якщо {\displaystyle f(a)=-\infty }, то будемо вважати таку функцію напівнеперервна знизу в точці {\displaystyle a};
- якщо {\displaystyle f(a)=+\infty },то будемо вважати таку функцію напівнеперервна зверху в точці {\displaystyle a}.

### Одностороння неперервність
Функція {\displaystyle f} називається односторонньо неперервною зліва (справа) в кожній точці {\displaystyle x_{0}} її області визначення, якщо для односторонньої границі виконується рівняння: {\displaystyle f(x_{0})=\lim \limits _{x\to x_{0}-}f(x)} {\displaystyle (f(x_{0})=\lim \limits _{x\to x_{0}+}f(x)).}

### Неперервність майже всюди
На дійсній прямій зазвичай розглядається проста лінійна міра Лебега. Якщо функція {\displaystyle f} така, що вона неперервна всюди на {\displaystyle E}, крім, можливо, множини міри нуль, то така функція називається неперервною майже всюди.
У тому випадку, коли множина точок розриву функції не більше ніж зліченна, ми отримуємо клас інтегрованих за Ріманом функцій (див. Критерій інтегрованості функції за Ріманом).